# Ykkönen 2007
La Ykkönen 2007 fu la tredicesima edizione della seconda serie del campionato finlandese di calcio come Ykkönen. Il campionato, con il formato a girone unico e composto da quattordici squadre, venne vinto dal Kuopion Palloseura, che venne promosso in Veikkausliiga insieme al RoPS, vincitore dello spareggio promozione/retrocessione.

## Stagione

### Novità
Dalla Ykkönen 2006 vennero promossi in Veikkausliiga il Viikingit e l'Oulu, mentre vennero retrocessi in Kakkonen l'MP e il Rakuunat. Dalla Veikkausliiga 2006 venne retrocesso il KuPS, mentre dal Kakkonen vennero promossi il JJK, il TPV e il GBK.

### Formula
Le quattordici squadre si affrontavano due volte nel corso del campionato, per un totale di 26 giornate. La prima classificata veniva promossa direttamente in Veikkausliiga, mentre la seconda classificata affrontava la tredicesima classificata in Veikkausliiga in uno spareggio promozione/retrocessione. Le ultime tre classificate venivano retrocesse direttamente in Kakkonen.

## Classifica finale
|  | Pos. | Squadra       | Pt | G  | V  | N | P  | GF | GS | DR  |
|  | ---- | ------------- | -- | -- | -- | - | -- | -- | -- | --- |
|  | 1.   | KuPS          | 56 | 26 | 16 | 8 | 2  | 44 | 17 | +27 |
|  | 2.   | RoPS          | 55 | 26 | 16 | 7 | 3  | 44 | 25 | +21 |
|  | 3.   | JJK           | 41 | 26 | 11 | 8 | 7  | 45 | 30 | +15 |
|  | 4.   | Hämeenlinna   | 41 | 26 | 11 | 8 | 7  | 37 | 27 | +10 |
|  | 5.   | TP-47         | 37 | 26 | 10 | 7 | 9  | 36 | 29 | +7  |
|  | 6.   | VIFK          | 36 | 26 | 9  | 9 | 8  | 31 | 35 | -4  |
|  | 7.   | Atlantis      | 34 | 26 | 9  | 7 | 10 | 33 | 32 | +1  |
|  | 8.   | Pallokerho-35 | 33 | 26 | 8  | 9 | 9  | 36 | 33 | -3  |
|  | 9.   | JIPPO         | 32 | 26 | 8  | 8 | 10 | 32 | 37 | -5  |
|  | 10.  | KPV           | 31 | 26 | 8  | 7 | 11 | 27 | 46 | -19 |
|  | 11.  | TPV           | 30 | 26 | 8  | 6 | 12 | 24 | 37 | -13 |
|  | 12.  | GBK           | 26 | 26 | 7  | 6 | 13 | 28 | 38 | -10 |
|  | 13.  | PP-70         | 25 | 26 | 6  | 7 | 13 | 31 | 44 | -13 |
|  | 14.  | Klubi 04      | 15 | 26 | 2  | 9 | 15 | 25 | 45 | -20 |

Legenda:
      Promosse in Veikkausliiga
 Ammessa allo spareggio promozione-retrocessione
      Retrocesse in Kakkonen
Note:
Tre punti a vittoria, uno a pareggio, zero a sconfitta.

## Statistiche

### Classifica marcatori
| Gol |  |  | Giocatore          | Squadra       |
| --- |  |  | ------------------ | ------------- |
| 18  |  |  | Petteri Kaijasilta | Pallokerho-35 |
| 17  |  |  | Mika Lahtinen      | PP-70         |
| 17  |  |  | Nchimunya Mweetwa  | RoPS          |
| 16  |  |  | Babatunde Wusu     | JJK           |
| 12  |  |  | Ilja Venäläinen    | KuPS          |